# Подгорная (Советский район)
Подго́рная — деревня в Советском районе Кировской области в составе Родыгинского сельского поселения. 

## География
Находится на правом берегу реки Немда на расстоянии примерно 4 км по прямой на юг от районного центра город Советск.

## История
Известна с 1873 года как деревня Подгорная (Бусыгинская или Варламята), в которой дворов 32 и жителей 240, в 1905 35 и 207, в 1926 36 и 190, в 1950 24 и 74. В 1989 году оставалось 48 жителей .

## Население
Постоянное население составляло 28 человек (русские 100%) в 2002 году, 33 в 2010.